# Danh sách phim điện ảnh có doanh thu cao nhất tại Việt Nam
Dưới đây là các danh sách phim điện ảnh có doanh thu cao nhất tại Việt Nam sắp xếp theo số lượng doanh thu trên toàn quốc.

## Danh sách
Dưới đây là danh sách các phim nội địa bán theo doanh thu, trong đó nhiều số liệu dựa trên dữ liệu của Box Office Vietnam (BOV). Tuy nhiên, BOV chỉ là đơn vị độc lập nên số liệu có thể sai số so với doanh thu thực tế tại phòng vé. Danh sách này tổng hợp những bộ phim có doanh thu trên 100 tỷ.
| Chú thích | Những bộ phim được sản xuất ở nước ngoài |

   Nền tô màu chỉ những phim đang được chiếu trong tuần từ ngày 15 tháng 8 năm 2025 tại các rạp trên toàn quốc.
| Thứ hạng | Phim                                                        | Đạo diễn                 | Doanh thu (tỉ đồng) | Diễn viên chính | Năm  |
| -------- | ----------------------------------------------------------- | ------------------------ | ------------------- | --- | ---- |
| 1        | Mai                                                         | Trấn Thành               | 551                 | Phương Anh Đào, Tuấn Trần, Trấn Thành, NSND Ngọc Giàu, Khả Như, Uyển Ân, Anh Đức | 2024 |
| 2        | Lật mặt 7: Một điều ước                                     | Lý Hải                   | 483                 | Thanh Hiền, Trương Minh Cường, Đinh Y Nhung, Quách Ngọc Tuyên, Trâm Anh, Trần Kim Hải, Lý Hải, Ammy Minh Khuê, Thanh Thức, Tín Nguyễn, Lê Thu, Thái Vũ, Ceri Thu Hà, Ngân Chi, Hoàng Long, Hồng Anh, Tạ Lâm | 2024 |
| 3        | Nhà bà Nữ                                                   | Trấn Thành               | 475                 | Trấn Thành, Khả Như, Lê Giang, Song Luân, Uyển Ân, NSND Ngọc Giàu, NSND Việt Anh, Lê Dương Bảo Lâm | 2023 |
| 4        | Bố già                                                      | Trấn Thành Vũ Ngọc Đãng  | 427                 | Trấn Thành, NSND Ngọc Giàu, Tuấn Trần, Ngân Chi, Lê Giang, Hoàng Mèo, Lan Phương, La Thành, Lê Trang, Quốc Khánh, A Quay, Bảo Phúc                                                                          | 2021 |
| 5        | Bộ tứ báo thủ                                               | Trấn Thành               | 332                 | Tiểu Vy, Trần Quốc Anh, Nguyễn Cao Kỳ Duyên, Lê Dương Bảo Lâm, Trấn Thành, Lê Giang, Uyển Ân | 2025 |
| 6        | Avengers: Hồi kết                                           | Anthony Russo Joe Russo  | 280                 | Robert Downey Jr., Chris Evans, Mark Ruffalo, Chris Hemsworth, Scarlett Johansson, Jeremy Renner, Don Cheadle, Paul Rudd, Brie Larson                                                                       | 2019 |
| 7        | Avatar: Dòng chảy của nước                                  | James Cameron            | 278                 | Sam Worthington, Zoe Saldana, Sigourney Weaver, Stephen Lang, Kate Winslet, Cliff Curtis, Joel David Moore, CCH Pounder, Edie Falco                                                                         | 2022 |
| 8        | Lật mặt 6: Tấm vé định mệnh                                 | Lý Hải                   | 273                 | Lý Hải, Quốc Cường, Trung Dũng, Huy Khánh, Thanh Thức, Trần Kim Hải, Huỳnh Thi, Diệp Bảo Ngọc | 2023 |
| 9        | Thám tử Kiên: Kỳ án không đầu                               | Victor Vũ                | 249                 | Quốc Huy, Đinh Ngọc Diệp, Quốc Anh, Anh Phạm, Minh Anh, NSƯT Xuân Trang, NSND Mỹ Uyên,... | 2025 |
| 10       | Nhà gia tiên                                                | Huỳnh Lập                | 243                 | Huỳnh Lập, Phương Mỹ Chi, Hạnh Thúy, Puka, Huỳnh Đông, Kiều Linh, Lê Nam, Đào Anh Tuấn, Chí Tâm | 2025 |
| 11       | Lật mặt 8: Vòng tay nắng                                    | Lý Hải                   | 232                 | NSƯT Kim Phương, Long Đẹp Trai, NSƯT Tuyết Thu, Quách Ngọc Tuyên, Đoàn Thế Vinh, Hồng Thu, Yuno Bigboi, Anh Tú Wilson, Bảo Ngọc, Tín Nguyễn, Hồ Đông Quan, Lê Tuấn Khang, Cherry Hải My, Rio Hạo Nhiên,...  | 2025 |
| 12       | Exhuma: Quật mộ trùng ma                                    | Jang Jae-hyun            | 213                 | Choi Min-sik, Yoo Hai-jin, Kim Go-eun, Lee Do-hyun | 2024 |
| 13       | Nụ hôn bạc tỷ                                               | Thu Trang                | 212                 | Thu Trang, Đoàn Thiên Ân, Lê Xuân Tiền, Ma Ran Đô, Tiến Luật, Võ Tấn Phát, Hoàng Phi, Huy Khánh | 2025 |
| 14       | Phù thủy tối thượng trong Đa Vũ trụ hỗn loạn                | Sam Raimi                | 201                 | Benedict Cumberbatch, Elizabeth Olsen, Chiwetel Ejiofor, Benedict Wong, Xochitl Gomez, Michael Stuhlbarg, Rachel McAdams                                                                                    | 2022 |
| 15       | Minions: Sự trỗi dậy của Gru                                | Kyle Balda               | 200                 | Pierre Coffin, Steve Carell, Taraji P. Henson, Dương Tử Quỳnh, Jean-Claude Van Damme, Lucy Lawless, Dolph Lundgren, Danny Trejo                                                                             | 2022 |
| 16       | Hai Phượng                                                  | Lê Văn Kiệt              | 200                 | Ngô Thanh Vân, Cát Vy, Phan Thanh Nhiên, Phạm Anh Khoa, Trần Thanh Hoa | 2019 |
| 17       | Cua lại vợ bầu                                              | Nhất Trung               | 192                 | Trấn Thành, Ninh Dương Lan Ngọc, Anh Tú, Mạc Văn Khoa | 2019 |
| 18       | Avengers: Cuộc chiến vô cực                                 | Anthony Russo Joe Russo  | 189                 | Robert Downey Jr., Chris Hemsworth, Mark Ruffalo, Chris Evans, Scarlett Johansson, Jeremy Renner, Benedict Cumberbatch, Josh Brolin                                                                         | 2018 |
| 19       | Bỗng dưng trúng số                                          | Park Gyu-Tae             | 182                 | Go Kyung-pyo, Lee Yi-kyung, Eum Moon-suk, Park Se-wan, Kwak Dong-yeon, Lee Soon-won, Kim Min-ho, Yoon Byung-hee, Lee Jun-hyeok, Ryu Seung-soo, Shin Won-ho                                                  | 2022 |
| 20       | Mắt biếc                                                    | Victor Vũ                | 180                 | Trần Nghĩa, Trúc Anh, Trần Phong, Khánh Vân, Thảo Tâm | 2019 |
| 21       | Tiệc trăng máu                                              | Nguyễn Quang Dũng        | 175                 | Hồng Ánh, Thu Trang, Đức Thịnh, Thái Hòa, Hứa Vĩ Văn, Kiều Minh Tuấn, Kaity Nguyễn | 2020 |
| 22       | Thám tử lừng danh Conan: Dư ảnh của độc nhãn                | Katsuya Shigehara        | 173                 | Takayama Minami, Yamazaki Wakana, Koyama Rikiya, Hayashibara Megumi | 2025 |
| 23       | Địa đạo: Mặt trời trong bóng tối                            | Bùi Thạc Chuyên          | 173                 | Thái Hòa, Quang Tuấn, Hồ Thu Anh, Diễm Hằng, Hoàng Minh Triết, Anh Tú Wilson, Nhật Ý, Khánh Ly, A Tới, Cao Sang Lê, Cao Minh                                                                                | 2025 |
| 24       | Em chưa 18                                                  | Lê Thanh Sơn             | 171                 | Kiều Minh Tuấn, Kaity Nguyễn, Will 365, Châu Bùi, Quang Minh | 2017 |
| 25       | Doraemon: Nobita và cuộc phiêu lưu vào thế giới trong tranh | Teramoto Yukiyo          | 170                 | Mizuta Wasabi, Ōhara Megumi, Kakazu Yumi, Seki Tomokazu, Kimura Subaru, Watada Misaki, Tanezaki Atsumi, Kuno Misaki, Suzaka Aoji                                                                            | 2025 |
| 25       | Kong: Đảo Đầu lâu                                           | Jordan Vogt-Roberts      | 169                 | Tom Hiddleston, Samuel L. Jackson, John Goodman, Brie Larson,Cảnh Điềm, Toby Kebbell, John Ortiz, Corey Hawkins, Jason Mitchell                                                                             | 2017 |
| 27       | Mang mẹ đi bỏ                                               | Mo Hong-jin              | 166                 | Hồng Đào, Tuấn Trần, Juliet Bảo Ngọc, Jung Il-woo, Quốc Khánh, Hải Triều, Lâm Vỹ Dạ, Vinh Râu | 2025 |
| 28       | Gái già lắm chiêu 3                                         | Bảo Nhân Nam Cito        | 165                 | Ninh Dương Lan Ngọc, Lê Khanh, Lê Xuân Tiền, Hồng Vân, Jun Vũ | 2020 |
| 29       | Fast & Furious 8                                            | F. Gary Gray             | 158                 | Vin Diesel, Dwayne Johnson, Jason Statham, Charlize Theron,Michelle Rodriguez, Tyrese Gibson, Ludacris, Nathalie Emmanuel                                                                                   | 2017 |
| 30       | Aquaman: Đế vương Atlantis                                  | James Wan                | 158                 | Jason Momoa, Amber Heard, Willem Dafoe, Patrick Wilson, Dolph Lundgren, Yahya Abdul-Mateen II, Nicole Kidman                                                                                                | 2018 |
| 31       | Fast & Furious: Hobbs & Shaw                                | David Leitch             | 158                 | Dwayne Johnson, Jason Statham, Idris Elba, Vanessa Kirby, Eiza González, Cliff Curtis, Helen Mirren | 2019 |
| 32       | Lật mặt: 48h                                                | Lý Hải                   | 157                 | Võ Thành Tâm, Mạc Văn Khoa, Ốc Thanh Vân, Lê Hạ Anh, bé Bảo Thy, Lý Hải, Huỳnh Đông, Quách Ngọc Tuyên, Tiết Cương, Hùng ChilHyun                                                                            | 2021 |
| 33       | Quỷ nhập tràng                                              | Pom Nguyễn               | 150                 | NSƯT Phú Đôn, Vân Dung, NSND Thanh Nam, Quang Tuấn, Khả Như, Hoàng Mèo, Thanh Tân, Trung Ruồi, Kiều Chi | 2025 |
| 34       | Doraemon: Nobita và bản giao hưởng Địa Cầu                  | Imai Kazuaki             | 148                 | Mizuta Wasabi, Seki Tomokazu, Kimura Subaru, Ohara Megumi, Kakazu Yumi, Hirano Riana, Kikuchi Kokoro, Yoshine Kyoko                                                                                         | 2024 |
| 35       | Fast & Furious 7                                            | James Wan                | 146                 | Vin Diesel, Paul Walker, Dwayne Johnson, Michelle Rodriguez, Tyrese Gibson, Ludacris, Jordana Brewster, Djimon Hounsou                                                                                      | 2015 |
| 36       | Godzilla x Kong: Đế chế mới                                 | Adam Wingard             | 141                 | Rebecca Hall, Brian Tyree Henry, Dan Stevens, Kaylee Hottle, Alex Ferns, Trần Pháp Lai, Rachel House | 2024 |
| 37       | Đất rừng phương Nam                                         | Nguyễn Quang Dũng        | 140                 | Huỳnh Hạo Khang, Bùi Lý Bảo Ngọc, Đỗ Kỳ Phong, Tuấn Trần, Trấn Thành, Băng Di, Hứa Vĩ Văn | 2023 |
| 38       | Godzilla đại chiến Kong                                     | Adam Wingard             | 140                 | Alexander Skarsgård, Millie Bobby Brown, Rebecca Hall, Brian Tyree Henry, Shun Oguri, Eiza González, Julian Dennison, Lance Reddick                                                                         | 2021 |
| 39       | Kẻ trộm Mặt Trăng 4                                         | Chris Renaud             | 140                 | Steve Carell, Kristen Wiig, Will Ferrell, Joey King, Sofía Vergara, Miranda Cosgrove, Steve Coogan, Pierre Coffin, Dana Gaier, Madison Polan                                                                | 2024 |
| 40       | Kung Fu Panda 4                                             | Mike Mitchell            | 136                 | Jack Black, Awkwafina, Viola Davis, Dustin Hoffman, James Hong, Bryan Cranston, Ian McShane, Quan Kế Huy, Lori Tan Chinn                                                                                    | 2024 |
| 41       | Làm giàu với ma                                             | Trung Lùn                | 128                 | Tuấn Trần, Hoài Linh, Diệp Bảo Ngọc, Lê Giang, Quang Minh, La Thành, Hoàng Phi | 2024 |
| 42       | Ma da                                                       | Nguyễn Hữu Hoàng         | 127                 | Việt Hương, Thành Lộc, Cẩm Ly, Trung Dân, Dạ Chúc | 2024 |
| 43       | Người Nhện: Không còn nhà                                   | Jon Watts                | 127                 | Tom Holland, Zendaya, Benedict Cumberbatch, Jacob Batalon, Jon Favreau, Jamie Foxx, Willem Dafoe, Alfred Molina, Marisa Tomei                                                                               | 2021 |
| 44       | Avengers: Đế chế Ultron                                     | Joss Whedon              | 124                 | Robert Downey Jr., Chris Evans, Chris Hemsworth, Mark Ruffalo, Scarlett Johansson, Jeremy Renner, Samuel L. Jackson, Aaron Taylor-Johnson, Elizabeth Olsen, James Spader                                    | 2015 |
| 45       | Siêu lừa gặp siêu lầy                                       | Võ Thanh Hòa             | 122                 | Mạc Văn Khoa, Anh Tú, Ngọc Phước, Trung Lùn, Cát Tường | 2023 |
| 46       | Chị chị em em 2                                             | Vũ Nọc Đãng              | 121                 | Minh Hằng, Ngọc Trinh, Lê Giang, Trung Dân, NSƯT Công Ninh, Emma Lê, Quỳnh Lương | 2023 |
| 47       | Thor: Tình yêu và sấm sét                                   | Taika Waititi            | 120                 | Chris Hemsworth, Christian Bale, Tessa Thompson, Jaimie Alexander, Taika Waititi, Russell Crowe, Natalie Portman                                                                                            | 2022 |
| 48       | Thám tử lừng danh Conan: Ngôi sao 5 cánh 1 triệu đô         | Tomoka Nagaoka           | 119                 | Minami Takayama, Wakana Yamazaki, Rikiya Koyama, Megumi Hayashibara... | 2024 |
| 49       | Lật mặt: Nhà có khách                                       | Lý Hải                   | 118                 | Katleen Phan Võ, Jay Quân, Huy Khánh, Mạc Văn Khoa, Lê Hoàng, Tiến Ngô | 2019 |
| 50       | Người Nhện xa nhà                                           | Jon Watts                | 117                 | Tom Holland, Samuel L. Jackson, Cobie Smulders, Zendaya, Jacob Batalon, Marisa Tomei, Jon Favreau, Jake Gyllenhaal                                                                                          | 2019 |
| 51       | Cám                                                         | Trần Hữu Tấn             | 117                 | Lâm Thanh Mỹ, Rima Thanh Vy, Thúy Diễm, Quốc Cường, Hải Nam, Trần Doãn Hoàng | 2024 |
| 52       | Chị dâu                                                     | Khương Ngọc              | 113                 | Việt Hương, Hồng Đào, Lê Khánh, Đinh Y Nhung, Ngọc Trinh | 2024 |
| 54       | Chị Mười Ba: 3 ngày sinh tử                                 | Võ Thanh Hoà             | 109                 | Thu Trang, Kiều Minh Tuấn, Tiến Luật, Anh Tú, La Thành | 2020 |
| 55       | Quỷ cẩu                                                     | Võ Thanh Hòa             | 109                 | Quang Tuấn, Kim Xuân, Nam Thư, DJ Mie | 2023 |
| 56       | Siêu sao siêu ngố                                           | Đức Thịnh                | 109                 | Trường Giang, Đức Thịnh, Thanh Thúy, Sam | 2018 |
| 57       | Đèn âm hồn                                                  | Hoàng Nam                | 106                 | NSƯT Chiều Xuân, NSƯT Quang Tèo, SyNi Trang, Hoàng Kim Ngọc, BTV Quang Minh, Phú Thịnh, Đình Khang, Tuấn Mõ, Kiều Trinh, Hạo Khang, Hải Anh, Phạm Tuấn Anh, Bé An Bình...                                   | 2025 |
| 58       | Mỹ nhân ngư                                                 | Châu Tinh Trì            | 106                 | Lâm Doãn, Đặng Siêu, La Chí Tường | 2016 |
| 59       | Thế Giới Khủng Long                                         | Colin Trevorrow          | 106                 | Chris Pratt, Bryce Dallas Howard, Vincent D'Onofrio, Nick Robinson, Ty Simpkins, Omar Sy, B. D. Wong, Irrfan Khan                                                                                           | 2015 |
| 60       | Gặp lại chị bầu                                             | Nhất Trung               | 105                 | Diệu Nhi, Anh Tú, Lê Giang, Ngọc Phước, Quốc Khánh | 2024 |
| 61       | 404 Chạy ngay đi                                            | Pichaya Jarusboonpracha  | 105                 | Chantavit Dhanasevi, Kanyawee Songmuang | 2024 |
| 62       | Black Panther: Chiến binh Báo Đen                           | Ryan Coogler             | 104                 | Chadwick Boseman, Michael B. Jordan, Lupita Nyong'o, Danai Gurira, Letitia Wright, Angela Bassett, Martin Freeman                                                                                           | 2018 |
| 63       | Em là bà nội của anh                                        | Phan Gia Nhật Linh       | 102                 | Miu Lê, Ngô Kiến Huy, Minh Đức, Thanh Nam, Hứa Vĩ Văn, Hồng Ánh, Đức Khuê, Thu Trang | 2015 |
| 64       | Thanh gươm diệt quỷ: Vô hạn thành                           | Sotozaki Haruo           | 101                 | Hanae Natsuki, Kitō Akari, Matsuoka Yoshitsugu, Shimono Hiro, Hayami Saori | 2025 |
| 65       | Để Mai tính 2                                               | Charlie Nguyễn           | 101                 | Thái Hòa, Diễm My 9x, Quang Sự, Linh Sơn, Huy Khánh, Thu Trang, Huỳnh Anh Tuấn | 2014 |
| 66       | Trạng Quỳnh                                                 | Đức Thịnh                | 100                 | Trần Quốc Anh, Nhã Phương, Trấn Thành, Đức Thịnh | 2019 |
| 67       | Em và Trịnh                                                 | Phan Gia Nhật Linh       | 100                 | Avin Lu, Trần Lực, Phạm Nguyễn Lan Thy, Hoàng Hà, Phạm Nhật Linh, Bùi Lan Hương | 2022 |
| 68       | Người vợ cuối cùng                                          | Victor Vũ                | 100                 | Kaity Nguyễn, Thuận Nguyễn, NSƯT Quang Thắng,... | 2023 |
| 69       | Fast & Furious X                                            |                          | 100                 | Vin Diesel, Michelle Rodriguez, Tyrese Gibson, Ludacris, Jason Momoa, Nathalie Emmanuel, Jordana Brewster, Charlize Theron                                                                                  | 2023 |
| 70       | Tee Yod: Quỷ ăn tạng 2                                      | Taweewat Wanta           | 100                 | Nadech Kugimiya, Denise Jelilcha Kappun, Kajbundit Jaidee, Peerakrit Phacharabunyakiat, Rattanawadee Wongthong, Natcha Nina Jessica                                                                         | 2024 |
| 71       | Minions                                                     | Pierre Coffin Kyle Balda | 100                 | Pierre Coffin, Sandra Bullock, Jon Hamm, Michael Keaton, Allison Janney, Steve Coogan, Geoffrey Rush, Jennifer Saunders, Steve Carell                                                                       | 2015 |